# Sirinopteryx rosinaria
Sirinopteryx rosinaria là một loài bướm đêm trong họ Geometridae.